# De Bende van Van der Lende
De Bende van Van der Lende was een Nederlands radioprogramma op de popzender 3FM, gepresenteerd door Frank van der Lende.

## Geschiedenis
Het programma werd in 2014 iedere nacht uitgezonden door PowNed. De Bende van Van der Lende leverde presentator Frank van der Lende een nominatie voor de Marconi Award voor aanstormend talent op.
Vanaf de overstap in 2015 van Van der Lende naar BNN werd het programma slechts eenmaal per week uitgezonden, namelijk in de nacht van vrijdag op zaterdag van 1 tot 4 uur. Dit programma was de opvolger van de Freaknacht, wat tot en met 2014 op dit tijdstip werd uitgezonden. De Bende van Van der Lende werd nu samen met het programma Barend en Wijnand nog Freaknacht genoemd. Thijs Maalderink was de vaste vervanger bij afwezigheid van Van der Lende. Hij was ook de opvolger van het tijdslot, sinds Frank het tijdslot van Coen en Sander overnam. 
Vanaf 3 september 2018 keert De Bende van Van der Lende als programma terug op 3FM. Frank van der Lende presenteert onder deze naam de avondshow die dagelijks te horen is tussen 18:00 en 21:00 uur op 3FM. 
De laatste uitzending was op 31 maart 2020, de dag voor de start van een nieuwe programmering op 3FM. Daarin ging Frank, samen met Eva Koreman, iedere werkdag de middagshow presenteren van 16:00 tot 19:00.
21 Jaar TROS Pop · 3FM BPM: MinistryOfBeats · 3FM Weekend Request · 3voor12Radio · AdreneLine · Altijd de eerste · ...And all that jazz · Andres · Angelique · Angeliques Afternoon · Annemieke Hier · Annemieke Plays · Anoûl · Arbeidsvitaminen · De Avondspits · De avonturen van Mark · Barend · Barend & Benner · Barend en Wijnand · De Bende van Van der Lende · De Boem Boem Disco Show · The Breakfast Club · Claudia d'r op · Club Carter · Curry en Van Inkel · De Dansbar · Dansen met Delsing · Dit is Domien · Domien, Jouw Ochtendshow · ... & dit is Claudia · Ekstra Weekend · Eva · Eva en Giel · Evers staat op · Frank & Eva: Welkom bij de club! · Franks feestje · GIEL · Harm dB · Hein · Herman · Het Betere Werk · Hier! · Jamie · Jan-Paul · Jasper · Joost · Jorien · Kaat tot Laat · Kevin · Lang leve het weekend! · LEX · Lieke · Markplaats · Mark + Rámon · Mega Top 30 · Michiel · Obi · De ochtenddienst · Olivier · De Orde van de Nacht · Parels van de nacht · Partij voor de Vrijdag · (P)laatwerk · RabRadio · Radio op 'n broodje · Rob · Rob & Wijnand en de Ochtendshow · Sanderdome · Sanders Vriendenteam · Saskia en Olivier · Slapen is voor Losers! · Slapen kan altijd nog · De Steen en Been Show · Studio Saskia · Superrradio · Tannaz · Thijs · Timur op 3FM · Vera on Track · Vier Sas! · Vrij · Weekend Wijnand · Wijnand · @Work · Xnoizz